# Jacques Auguste d'Ayguesvives
Jacques-Auguste Martin d'Ayguesvives, né le 25 mai 1829 à Toulouse (Haute-Garonne) et mort le 16 octobre 1901 à Fonbeauzard (Haute-Garonne), est un homme politique français.

## Biographie
Il est issu d'une famille qui a été anoblie en 1717 par le capitoulat de la ville de Toulouse.
Jacques Auguste d'Ayguesvives est le troisième fils d'Alphonse Martin d'Ayguesvives (1796-1830), procureur général près la Cour d'appel de Toulouse, et le petit-fils de Joseph de Malaret, maire de Toulouse. Il est le gendre du banquier Jean François Guérin de Foncin.  
Son frère cadet Paul était diplomate, ministre plénipotentiaire sous le Second Empire, qui épousa Nathalie de Ségur, demoiselle d'honneur de l'Impératrice Eugénie, fille de la comtesse de Ségur et mère des "Petites Filles Modèles", Camille et Madeleine, personnages du roman éponyme. Paul d'Ayguesvives reprit le patronyme et le titre de son grand-père, Joseph de Malaret, qui n'avait pas de descendance masculine, et fut donc connu en tant que baron de Malaret.  
L'aîné, Albert, marquis d'Ayguesvives, n'aura pas de descendance masculine, si bien que le titre de marquis sera repris par les descendants de Jacques-Auguste. 
Chambellan le 6 février 1854, puis écuyer de l'empereur Napoléon III le 30 octobre suivant, il est conseiller général du canton de Montgiscard en 1860 et député de la Haute-Garonne de 1863 à 1870, siégeant dans la majorité dynastique. Il redevient député de la Haute-Garonne de 1876 à 1878, siégeant au groupe bonapartiste de l'Appel au peuple.

## Décorations
- Officier de la Légion d'honneur (1869)[2]

## Sources
- « Jacques Auguste d'Ayguesvives », dans Adolphe Robert et Gaston Cougny, Dictionnaire des parlementaires français, Edgar Bourloton, 1889-1891 [détail de l’édition]